# Navajas
Navajas es un municipio español de la provincia de Castellón, en la comarca del Alto Palancia. Se encuentra situado en el camino natural que une Aragón con la Comunidad Valenciana. Cuenta con una población de 846 habitantes (INE 2024). Se trata de un municipio hispanófono, en el que el español cuenta con el predominio lingüístico reconocido legalmente.

## Geografía
El término municipal de 7,90 km² se encuentra situado en el valle medio del río Palancia, estando el casco urbano a 383 m de altitud y a menos de un kilómetro del río.

### Localidades limítrofes
Segorbe, Jérica, Gaibiel, Vall de Almonacid y Castellnovo

## Historia
El origen de la localidad es musulmán siendo propiedad de Zayd Abu Zayd, el último gobernador almohade de la Taifa de Valencia siendo reconquistada en 1238 por las tropas de Jaime I. En ese momento fue cedida al obispo de Segorbe aunque posteriormente y tras diversos dueños llegó a manos de los condes de Cirat. Su último señor feudal fue el marqués de Dos Aguas.
En 1610 se otorga Carta Puebla a Navajas tras la expulsión de los moriscos. En 1636 el justicia Roque Pastor planta el majestuoso olmo que podemos encontrar en la plaza con su nombre y que es el centro de la población.

## Administración y política
| Periodo   | Nombre                     | Partido                       |
| --------- | -------------------------- | ----------------------------- |
| 1979-1983 | Vicente Sandalinas Perruca | Independiente                 |
| 1983-1987 | Vicente Sandalinas Perruca | Independiente                 |
| 1987-1991 | José Alfredo Marco Escrig  | UCD                           |
| 1991-1995 | Eusebio Gómez Torrejón     | PSPV-PSOE                     |
| 1995-1999 | Rafael Gurrea Romero       | PP                            |
| 1999-2003 | José Vicente Torres Escrig | PP                            |
| 2003-2007 | José Vicente Torres Escrig | PP                            |
| 2007-2011 | José Vicente Torres Escrig | PP                            |
| 2011-2015 | José Vicente Torres Escrig | PP                            |
| 2015-2019 | Patricia Plantado Navarro  | APN - Alternativa por Navajas |
| 2019-2023 | Patricia Plantado Navarro  | APN - Alternativa por Navajas |
| 2023-act. | Roberto Torres Miralles    | APN - Alternativa por Navajas |

## Demografía
Navajas cuenta con una población de 846 habitantes (INE 2024).
| Gráfica de evolución demográfica de Navajas entre 1842 y 2021                                                       |
| |
| Población de derecho según los censos de población del INE Población de hecho según los censos de población del INE |

## Economía
Basada tradicionalmente en la agricultura de secano y de regadío, desde el siglo XVIII la localidad sufre un importante auge debido a la construcción de numerosas residencias que son utilizadas para pasar el verano por las familias más adineradas de Valencia que aprecian el clima y el hermoso entorno natural que ofrece Navajas.

## Patrimonio

### Religioso
- Iglesia parroquial de la Virgen de la Luz. Dedicada a la Inmaculada Concepción (siglo XVIII). Posee un hermoso camarín de finales del XIX, dedicado a la Virgen de la Luz, patrona de la villa.

### Civil

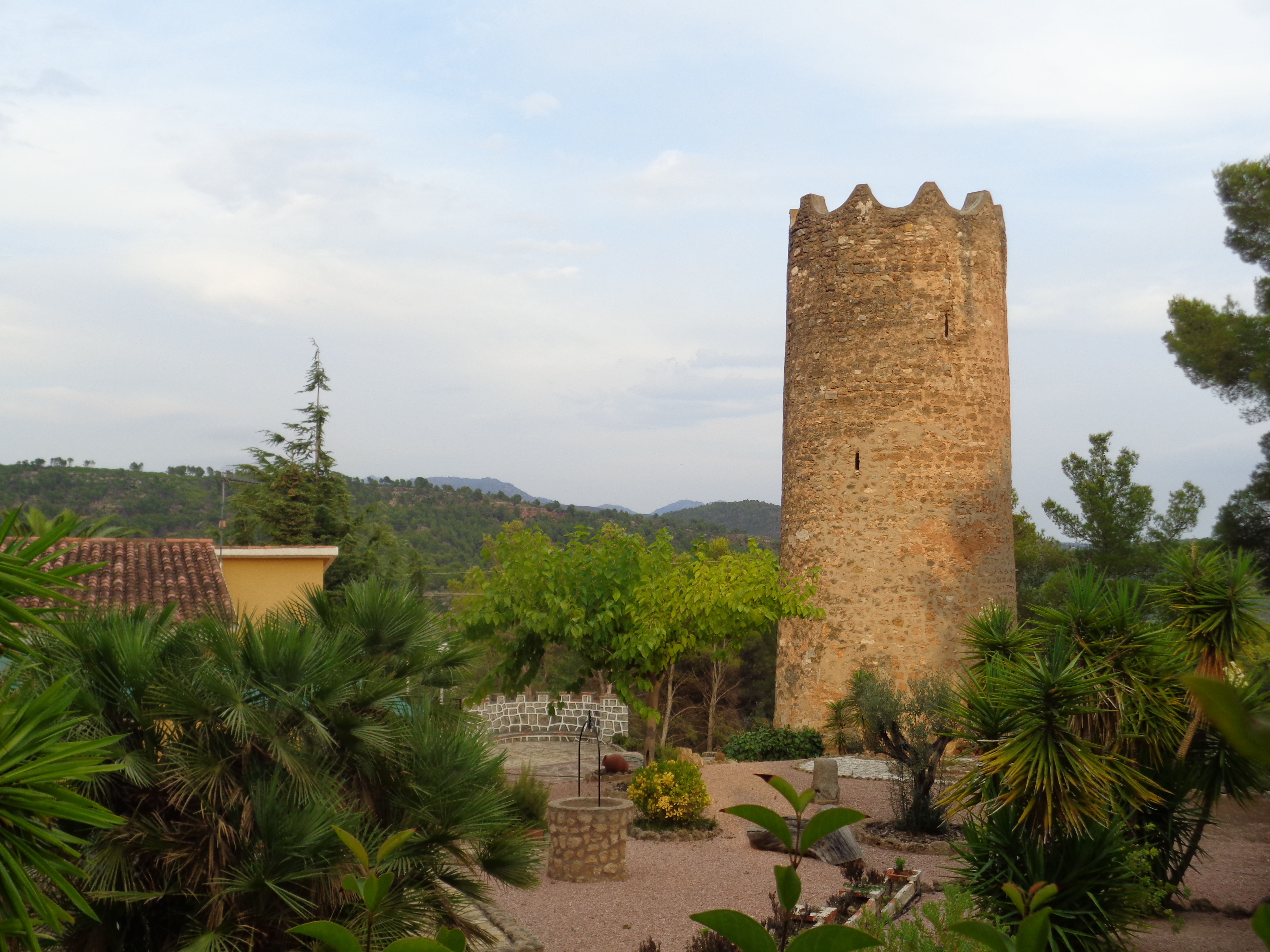
Torre de Altomira.

- Torre de Altomira. Esta torre árabe del siglo XI posee un cuerpo cilíndrico y está rematada con almenas con forma de corona. Se encuentra aproximadamente a un kilómetro del casco urbano en el paraje del mismo nombre. El cuerpo de la torre tiene cinco plantas, a las que se accede por una escalera.
- Ayuntamiento. Hermosa casona que, junto con otras varias existentes en la parte alta del pueblo, es un magnífico ejemplo de la arquitectura que con fines recreativos se realizó en el siglo XVIII.

## Gastronomía
Junto a las típicas ollas, guisos, carnes y embutidos, muy populares también en la comarca del Alto Palancia; de todos ellos destacamos los siguientes: "ajoaceite de palo", "Buñuelos de hoja" (elaborados con borrajas) y "Fritá del matapuerco".

## Lugares de interés

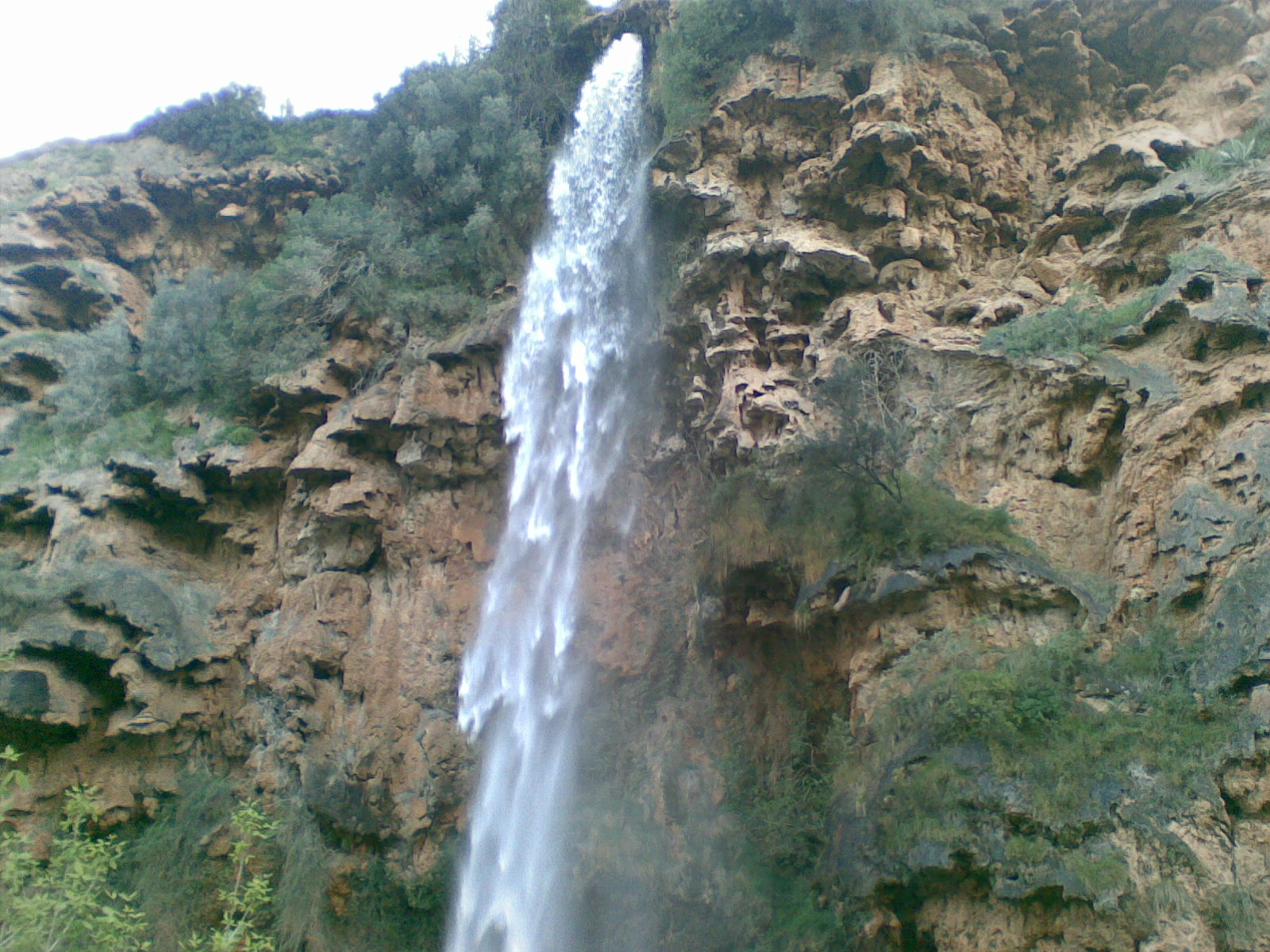
Cascada Salto de la Novia.

- El olmo. Este árbol monumental, plantado en 1636 cuenta con una altura de 14 m y una superficie de copa de 227 m².
- Salto de la Novia. Este paraje, situado en el río Palancia, está formado por la cascada del Brazal, un impresionante salto de agua de 30 m. Existe una leyenda local que dice que cuando las parejas iban a casarse las novias debían de saltar el río en este punto y si lo lograban el matrimonio sería feliz, pero hubo una vez que una de ellas no lo logró, siendo atrapada junto con su novio que se lanzó a rescatarla por un remolino del río, falleciendo ambos. Actualmente, el salto de la novia acoge diversos actos lúdicos y espectáculos musicales, sobre todo durante periodo estival.
- Manantial de la Esperanza. Situado en el monte del mismo nombre a un kilómetro del casco urbano. Este manantial de aguas cristalinas abastece tanto a Navajas como a las cercanas localidades de la Villa de Altura y Segorbe. Se pueden visitar las ruinas de un monasterio jerónimo de 1405. A lo largo del año se celebran diversas romerías al manantial por parte de los pueblos que se nutren de sus aguas.
- Vía Verde de Ojos Negros. Camino senderista que discurre por el itinerario del antiguo ferrocarril minero Ojos Negros-Sagunto.
- Fuente de la Peña. Su consumo es beneficioso para enfermedades del riñón (coresterol y diurética) y considerada adelgazante. Fuente del Hierro

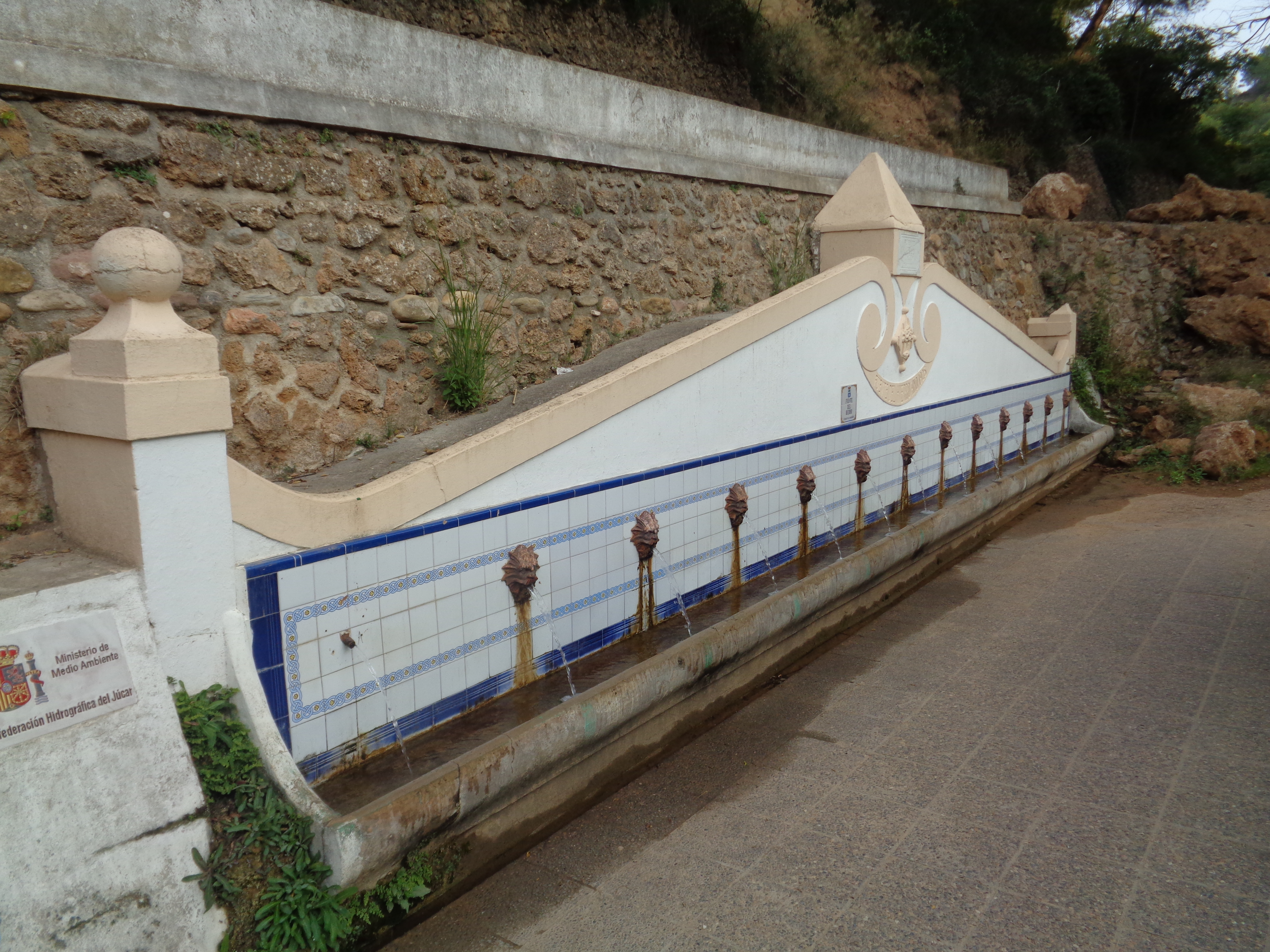
Fuente del Hierro

- Mirador del Paraíso. Lugar repleto de formaciones originadas por el agua y abundante vegetación que junto a sus vistas se ha convertido en lugar destacado.
- Fuente del Hierro o de los Trece Caños. Tiene un alto contenido en hierro, y de ahí su nombre.
- Fuente de los Baños. Tiene esta fuente unas aguas estimadísimas por sus propiedades curativas que fueron elogiadas ya por Cavanilles, en su Geografía del reino de Valencia.

Existen otras muchas fuentes como son las de la Teja, de la Bañola, de la Virgen de la Luz, la del Curso y la del Cañar, las cuales dan origen a una bella Ruta Senderística.

## Fiestas
- San Antonio Abad ("San Antón"). Se celebra el fin de semana más próximo al 17 de enero. Una gran hoguera se enciende el viernes de fiestas en el centro de la Plaza del Olmo a las 21 horas. El sábado a lo largo del día se celebran varios festejos taurinos, además se da la "ración del cerdo" con vino de la tierra. Por las noches, populares verbenas.
- Las fiestas patronales. se celebran al final del mes de septiembre en honor de la Virgen de la Luz con diversos actos religiosos además de los festejos taurinos destacando el toro embolado.

## Accesos
La manera más sencilla de llegar es a través de la autopista A-23 de Sagunto a Somport. El pueblo se encuentra a 60 km de Valencia, 69 km de Castellón de la Plana, 36 km de Sagunto y 85 km de Teruel. También es posible acceder en tren ya que existe una estación integrada en la línea C-5 del núcleo de cercanías de Valencia, Valencia-Caudiel, que la conectan con Valencia y Castellón de la Plana.